# Backpage
Backpageは自動車から求人、不動産まで幅広く扱うクラシファイド広告ポータルサイトである。アメリカ国内におけるクラシファイド広告サイトとしては2番人気である。（1位はCraigslist）

## 成人向けサービス
利用規約には売春を含む違法なサービスを禁止しているが、サイト内に"大人の娯楽"欄が含まれている。2010年にCraigslistが成人向けサービス欄を削除してからは、当該欄の投稿数が増加した。
投稿広告には売春関連用語のフィルタリングがなされ、掲載前に約100人の運営チームが各内容を検閲している。 毎月運営側は、約400件の児童売春広告を発見しており、これらはNPO「行方不明者および搾取された子どもたちのためのセンター」及び法執行機関に送られる。 違法な広告が投稿者により削除されない場合は、運営側はサービス提供者が各自の自由意志で行動しているかどうかの裏付けを取らない。
2011年5月の時点で50件の児童売春の検挙事例が確認されており、ある弁護士は受任した人身売買や売春のケースの大半にBackpageが関与していたと述べた。
複数の権利擁護団体や企業が成人向けサービス投稿広告を削除するよう圧力をかけている。H&M、IKEA、バーンズ・アンド・ノーブルは、広告契約を解消した。
600人の宗教指導者、51人の弁護士、19人の上院議員、50以上の非政府組織、アリシア・キーズやR.E.M.やザ・ルーツやアラバマ・シェイクスなどのミュージシャンを含めた23万人以上が性的関連投稿を削除するよう、運営に申し立てた。